# City of Evil
City of Evil és el tercer àlbum d'estudi de la banda californiana de heavy metal Avenged Sevenfold posat en venda el 2005. En aquesta obra, al contrari dels seus anteriors treballs, la banda s'allunya del metalcore característic dels dos àlbums anteriors, Sounding the Seventh Trumpet i Waking the Fallin, en què predominava la veu esquinçada del seu vocalista M. Shadows en gran part de les cançons, acostant-se així un estil més net a l'hora de la composició de les cançons.
Aquest canvi d'estil va causar una divisió d'opinions entre els seus fans defensors del metalcore i els que creuen que la banda ha d'experimentar en altres camins diferents als anteriors discos del grup.
El disc comença amb "Beast and the Harlot", amb referències a l'Apocalipsi, i que continua amb "Burn It Down" en el que estava concebut per ser una sola cançó. A continuació apareix "Blinded In Chains", cançó de lletra bèl·lica que s'inclou en el videojoc Need For Speed: Most Wanted i en Arena Football. "Bat Country", el primer single del disc, i "MIA", són dues cançons destacades dins l'àlbum, elogiat per la crítica especialitzada com el millor de la seva carrera fins al moment i va guanyar diversos premis.

## Llista de cançons
1. "Beast and the Harlot" – 5:40
2. "Burn It Down" – 4:58
3. "Blinded in Chains" – 6:34
4. "Bat Country" – 5:13
5. "Trashed and Scattered" – 5:53
6. "Seize the Day" – 5:32
7. "Sidewinder" – 7:01
8. "The Wicked End" – 7:10
9. "Strength of the World" – 9:14
10. "Betrayed" – 6:47
11. "M.I.A." – 8:47